# Jean-Pierre Augier
Jean-Pierre Augier (Levens, Niza, 17 de mayo de 1941) es un escultor francés.
Nombrado «caballero de las Artes y las Letras» por el Ministerio de la Cultura de Francia en 2003.

## Biografía
Jean-Pierre Augier nació el 17 de mayo de 1941 en la aldea de Saint-Antoine-de-Siga, compartida por los municipios de Levens y Saint-Blaise, en los Alpes Marítimos, distrito de Niza, en el sureste de Francia.
Augier, de niño, descubre a diario la naturaleza, que le fascina. Esta es la fuente de sus creaciones artísticas. Durante su juventud, viajó a muchas iglesias, catedrales y museos como el Museo del Louvre. De joven ya creaba con diversos materiales como escamas de piñas o madera de olivo.
En 1956, comercializó sus primeras creaciones gracias a la ayuda del escultor Marcel Maury. De 1961 a 1963, durante su servicio militar en Argelia, continuó su obra inspirándose en los grabados rupestres. No fue hasta 1963 que se interesó por las herramientas abandonadas y les ofreció una segunda vida como obra de arte. Instaló su taller en 1964 en el establo de la casa de sus padres. Allí realizó piezas en madera y metal que presentó durante su primera exposición en el ayuntamiento de Levens en 1965 en compañía de Marcel Maury.
De su primer matrimonio con Marie-Hélène Paviller en 1967, del que nacieron dos hijos. En 1970 solo trabajaba con hierro y fue apodado el “mago del hierro”. En 1973, la Maison du Portal fue inaugurada, adquirida y restaurada por el municipio de Levens para albergar diversas actividades culturales. A partir de este año, Jean-Pierre Augier expondrá allí sus obras todos los veranos. Su colección personal, compuesta por un centenar de piezas, está expuesta de forma permanente en esta casa desde 1990. Fue durante ese año cuando Jean-Pierre y su primera esposa se separaron. En 1995 fue elegido presidente de la Association de la Maison du Portal de Levens, creada en 1994.
En 1997, Jean-Pierre se casa con Monika Jocham, quien ilustrará con sus fotografías los libros dedicados al escultor. Fue nombrado Caballero de las Artes y las Letras en 2003.

## Escultura

### Técnicas
Augier realmente comenzó a esculpir en la década de 1970, inspirándose en artistas y creadores que modificaban herramientas antiguas para hacer obras de arte. Él llama a sus obras “mis hijos de hierro”. Encuentra su inspiración en las antiguas herramientas y objetos de hierro que transforma, ensamblando, en personajes o animales en movimiento. Su obra transfigura objetos que estaban destinados a la destrucción para darles otra vida, la de una obra de arte. Por lo tanto, practica el arte de la transfiguración. Es decir que ante la vista de un objeto, su primera mirada le permite transfigurarlos para darles otra vida, la de una obra de arte. Su imaginación separa el objeto de su realidad ordinaria. El objeto deja de ser lo que es para convertirse en un personaje, un animal, parte de un disfraz, etc. Las herramientas son principalmente las de antepasados campesinos o artesanos. También hay partes mecánicas que forman parte de la composición de la maquinaria (agrícola o no). El número de estos objetos, como su combinación, es indefinido. Jean-Pierre Augier recoge las herramientas en su desván, cuidadosamente clasificadas y mantenidas.

### Obras
Los temas favoritos del escultor son la mujer, la maternidad, la pareja, el hombre, los animales, las fábulas y cuentos, la mitología y los temas religiosos. Sus obras poéticas reflejan gracia, movimiento, ternura y humor. Sus obras llevan nombres como La vaca loca, La ecografía de un gato, La maternidad turbia, ….